# Сабориште у Тршићу
Сабориште у Тршићу је централно место где се сваке године одржава завршна свечаност Вуковог сабора, формирано 1964. године подизањем позорнице и гледалишта.

## Изглед
Сабориште данас представља јединствен музеј народног неимарства на отвореном, на којем су поред гледалишта и позорнице, у облику амфитеатра, постављене грађевине које потичу из 19. или почетка 20. века.

## Грађевине
Tу се поред цркве брвнаре Св. Архангела Михаила, са звонаром, која је рађена по узору на старе цркве, налазе и кућа која је поклон града Ваљева, као и више вајата и магаза, које су изложбени или музејски простор, између којих су:
- Вајат (димензија 3,0x4,5m) саграђен је 1918. године у селу Трбосиље (Јадар) у домаћинству Јордана Гавриловића. Године 1987. је откупљен од власника и пренет у Тршић. У темељу овог вајата је изграђена чесма, вода је доведена са извора Вукановац. Ентеријер сада представља абаџијску радњу са почетка 20. века.
- Вајат (димензија 4,2x3,0m) саграђен 1914. године у селу Трбосиље, у домаћинству Животе Милојевића. У Тршић пренет 1987. године.
- Вајат (димензија 4x3,5m) саграђен је 1920. године у селу Горње Недељице (Јадар) у домаћинству Миленка Кокановића. Карактеришу га плитки геометријски орнаменти на стубовима-дирецима у које су водоравно унизане талпе. Године 1987. године пренет је у Тршић на сабориште за 53. Вуков сабор.
- Магаза (димензија 7,2x4,5m) пренесена из села Суводање (Ваљевска Подгорина) 1987. године у Тршић у оквиру уређења Спомен комплекса и обележавања јубилеја Два века Вука. Магаза датира из 1924. године, а саградио је Божидар Ђурђевић. Дрвена конструкција са водоравно и усправно сложеним талпама остаје непромењена, док је ентеријер преуређен за галеријски простор 1991. године.

- Вајат из Трбосиља
- Вајат из Трбосиља
- Вајат из Горњих Недељица
- Магаза из Суводања

## Воденице-поточаре
На ободу саборишта и поред пута према Вуковој спомен-кући постоје две воденице поточаре:
- Воденица (димензија 3×4,5m) коју је изградио 1920. године Љубо Јовичић из Тршића. Од тадашњег власника воденицу је узела СО Лозница приликом преузимања и изградње саборишта 1964. године. Воденица је изгорела 1966. године, обновљена 1987. године и од тада непрекидно ради. Кровни покривач је од дрвеног црепа, рађеног по узору на раван бибер цреп.
- Воденица (димензија 6,10×4,05m) коју је саградио Марко Кондић из Тршића, 1951. године. Откупио ју је Културни-просветни центар из Лознице 1987. године. Исте године је обновљена, покривена шиндром, постављен нови бадањ и воденица је пуштена у рад.